# Epigomphus camelus
Epigomphus camelus är en trollsländeart som beskrevs av Philip Powell Calvert 1905. Epigomphus camelus ingår i släktet Epigomphus och familjen flodtrollsländor. IUCN kategoriserar arten globalt som starkt hotad. Inga underarter finns listade i Catalogue of Life.